# کوکونا هیراکی
کوکونا هیراکی (به ژاپنی: 開 心那) یک اسکیت‌بردباز ژاپنی است. او در المپیک توکیو در المپیک توکیو مدال نقره گرفت و جوان‌ترین ورزش‌کار ژاپنی شد که توانست در بازی‌های المپیک تابستانی شرکت کند و در سن ۱۲ سالگی مدال نقره بگیرد.  
هیراکی در چندین دوره مسابقات جهانی اسکیت‌بردینگ شرکت کرده‌است، او همچنین در مسابقات ایکس (X games) برنده مدال نقره در سال ۲۰۱۹ در بویزی آیداهو شده است.